# 朱守恕
朱守恕（1436年—？），字尚仁，湖廣郴州直隸州桂陽縣人，民籍，明朝政治人物。

## 生平
湖廣鄉試第五十九名舉人，成化八年（1472年）中式壬辰科會試第二百三名，三甲第十八名進士。授武陟縣知縣，調修武縣知縣，十七年（1481年）升南京浙江道監察御史，出為雲南按察司僉事。

## 家族
曾祖朱文遠；祖父朱友輔；父朱海，江西按察司僉事。族兄朱守孚。